# 沙姆罗勒城堡

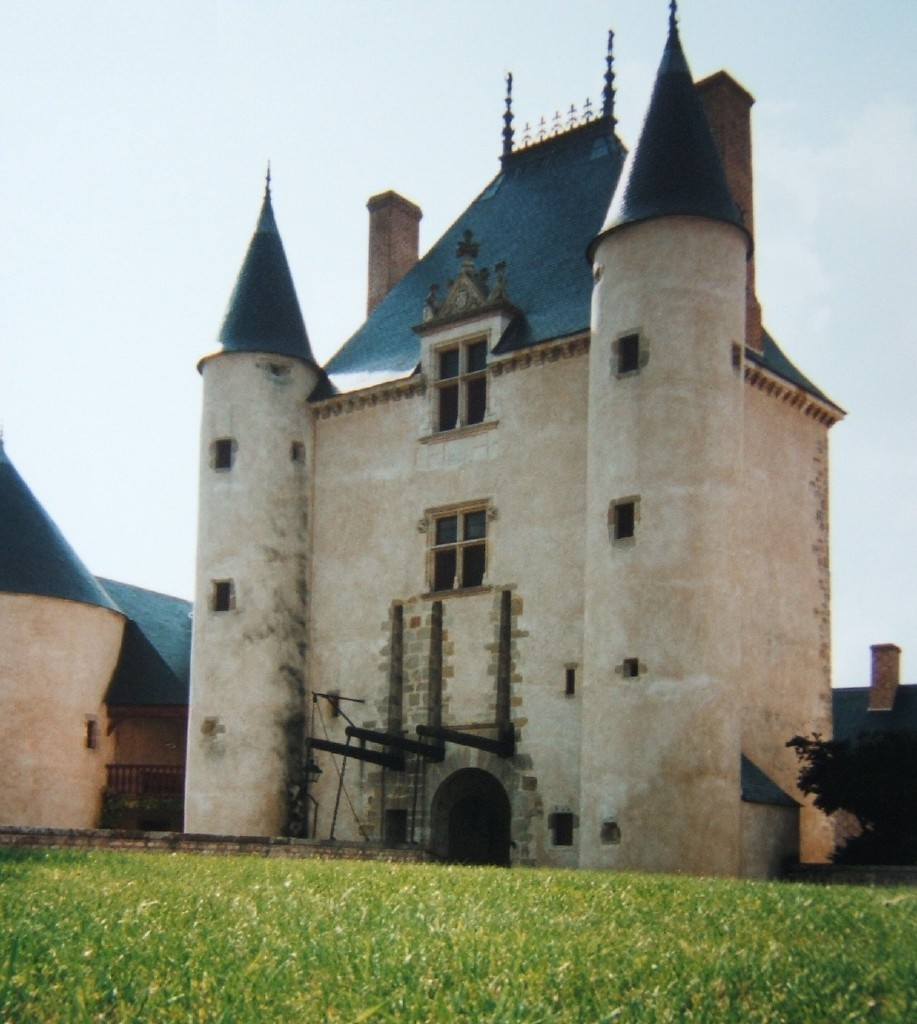

沙姆罗勒城堡（Château de Chamerolles）是法国卢瓦尔河谷城堡群中的一座城堡，建于16世纪，文艺复兴风格，位于中央-卢瓦尔河谷大区卢瓦雷省皮蒂维耶区市镇希约尔欧布瓦，在皮蒂维耶东南2.5公里、奥尔良东北约30公里处。1927年列为法国历史遗迹。.

## 历史
这座城堡建于1530年左右，由法国国王路易十二的管家、弗朗索瓦一世时期的奥尔良執達吏朗瑟洛·迪拉克兴建。1562年，他的孙子朗瑟洛二世加入新教，将一个房间改为新教礼拜堂。这座城堡成为该地区新教的中心。1672年，沙姆罗勒属于雅克·索默里，他是路易十四国王的财政大臣让-巴蒂斯特·柯尔贝尔的妹夫、香波尔城堡总管和布卢瓦伯国官员、国王军队的元帅和法兰西岛水利森林官。
1774年，这座城堡成为兰博家族的财产，1924年成为加斯东·热塞·屈雷利的财产。第二次世界大战期间曾遭占领和掠夺，1970年出售。1976年由巴黎市接管。
1987年，卢瓦雷省买下这座破败不堪的城堡废墟，经过五年的修复，城堡及其花园于1992年开放供游客参观。修复工作由法国历史遗迹建筑师雅克·穆兰完成  。南楼设有香水博物馆，由迪迪埃·穆兰设计。

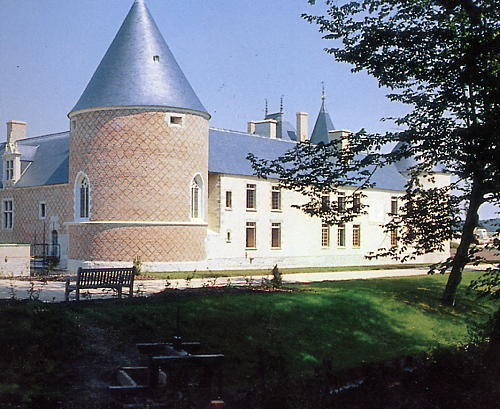
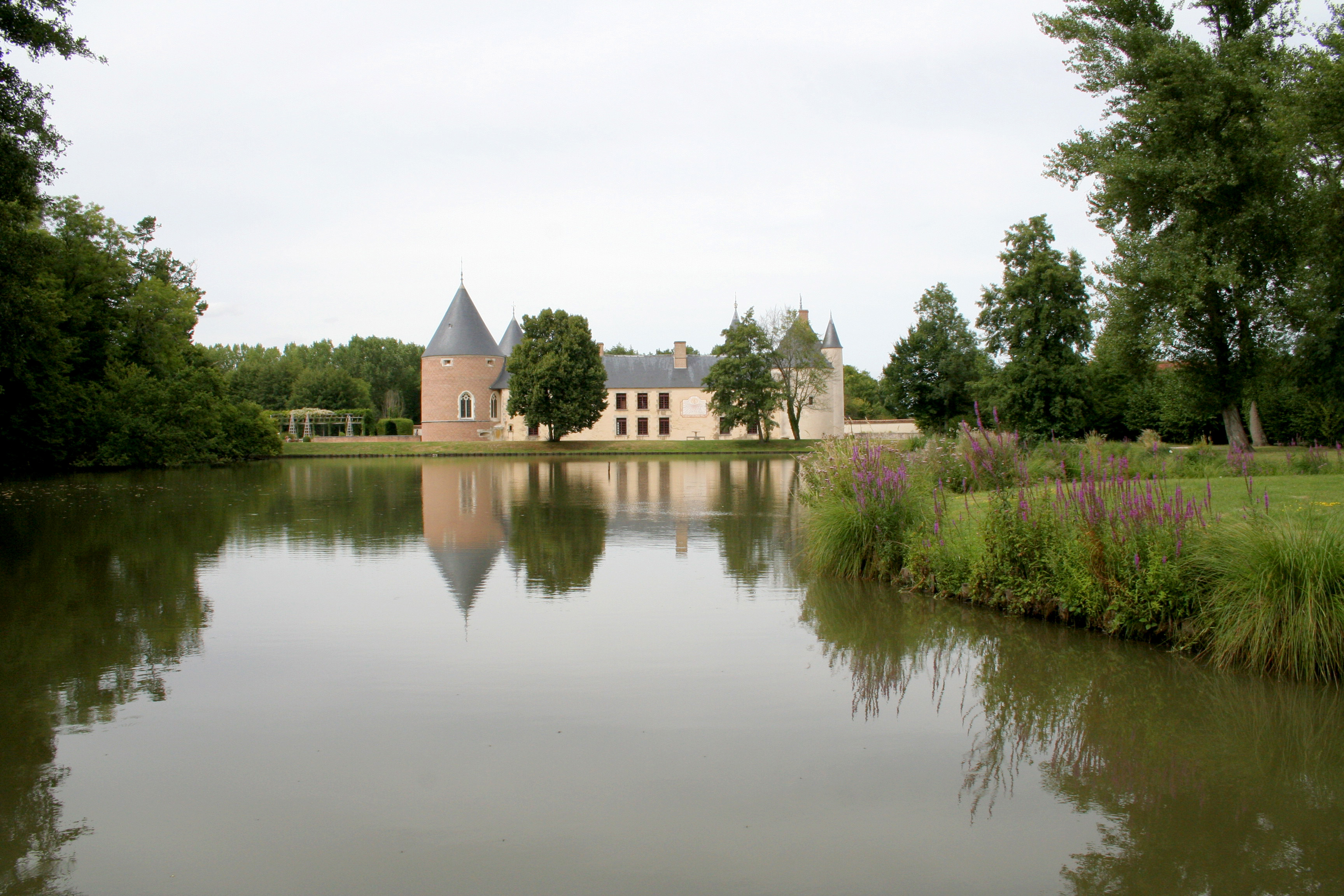
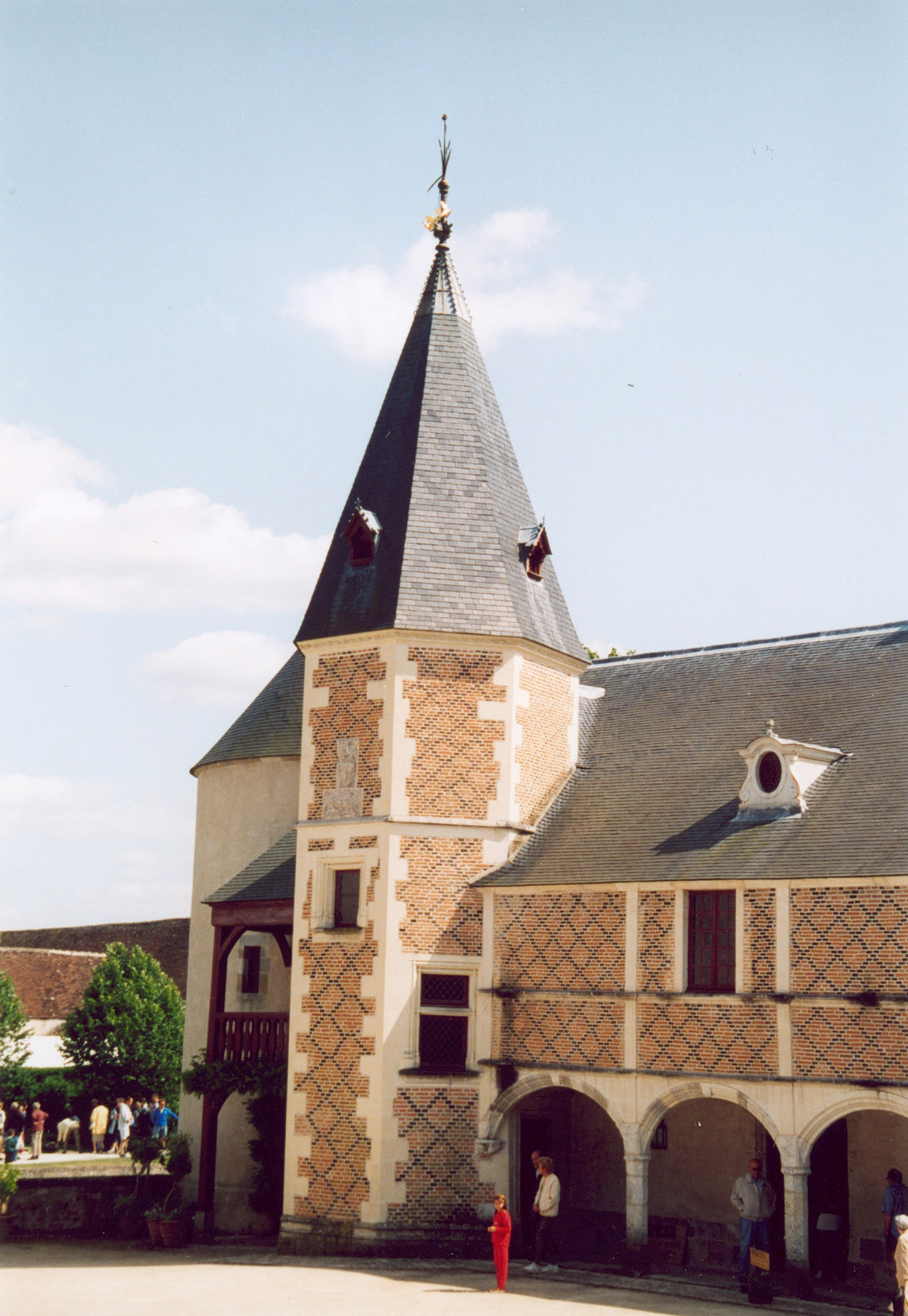
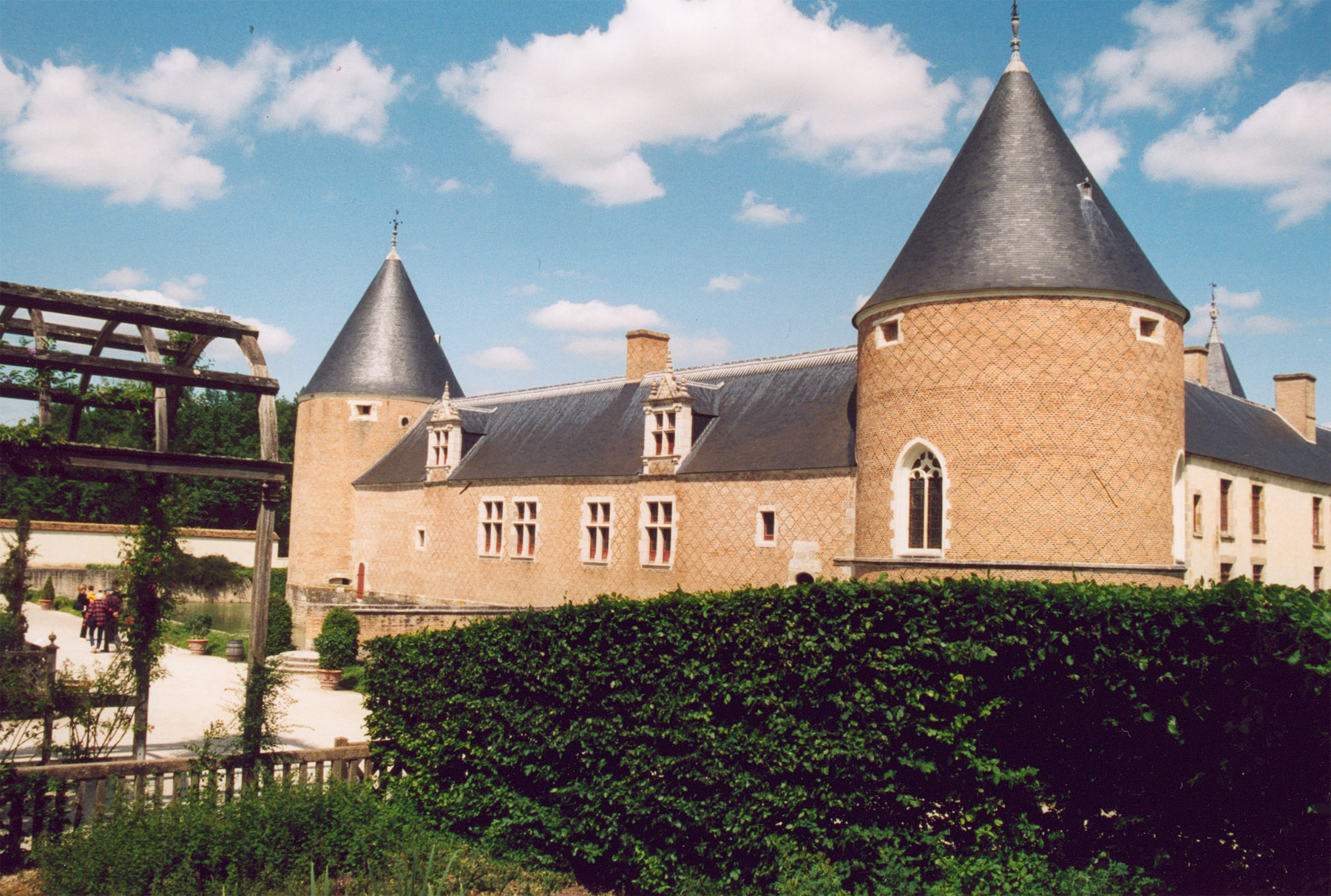
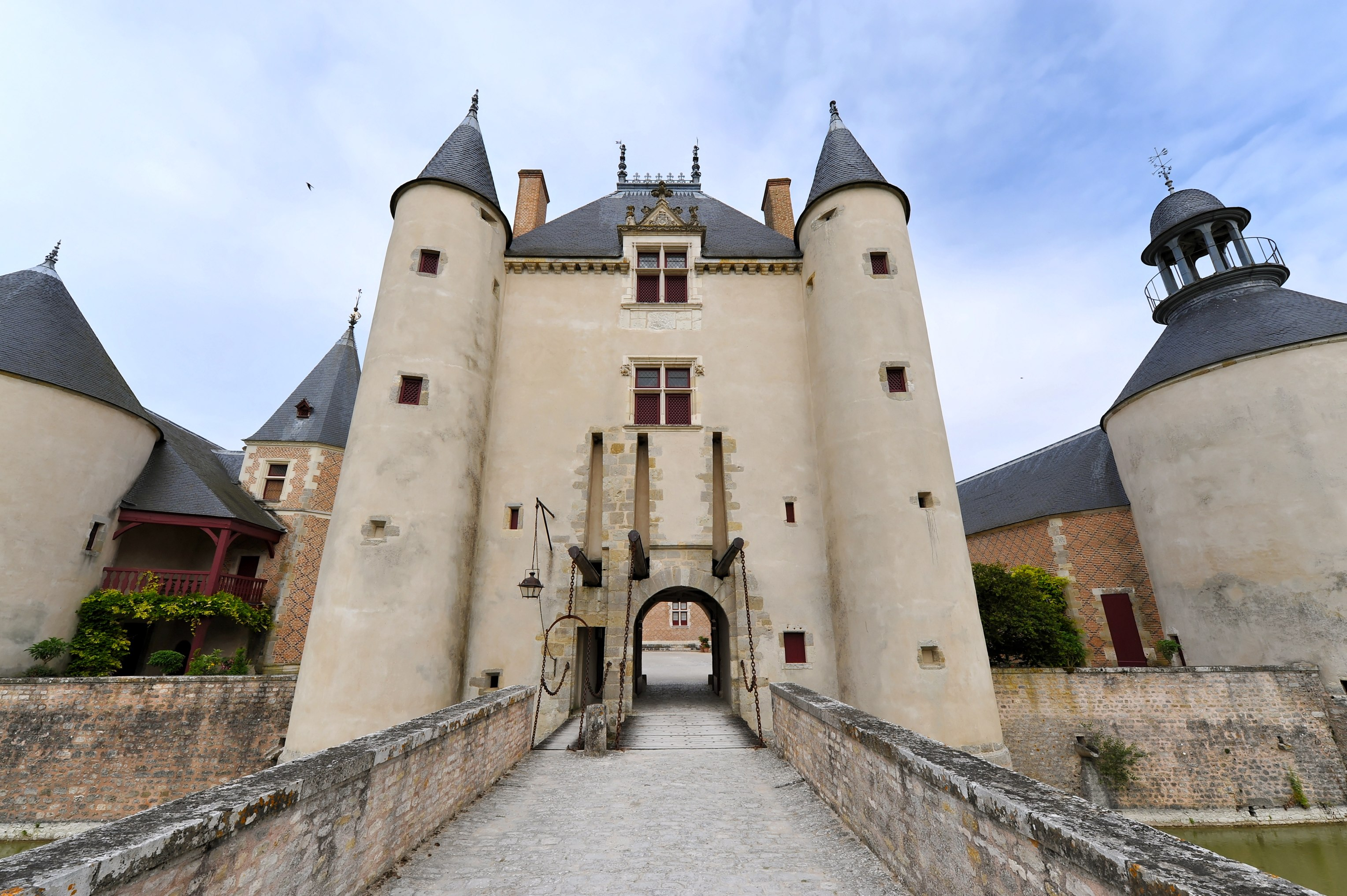
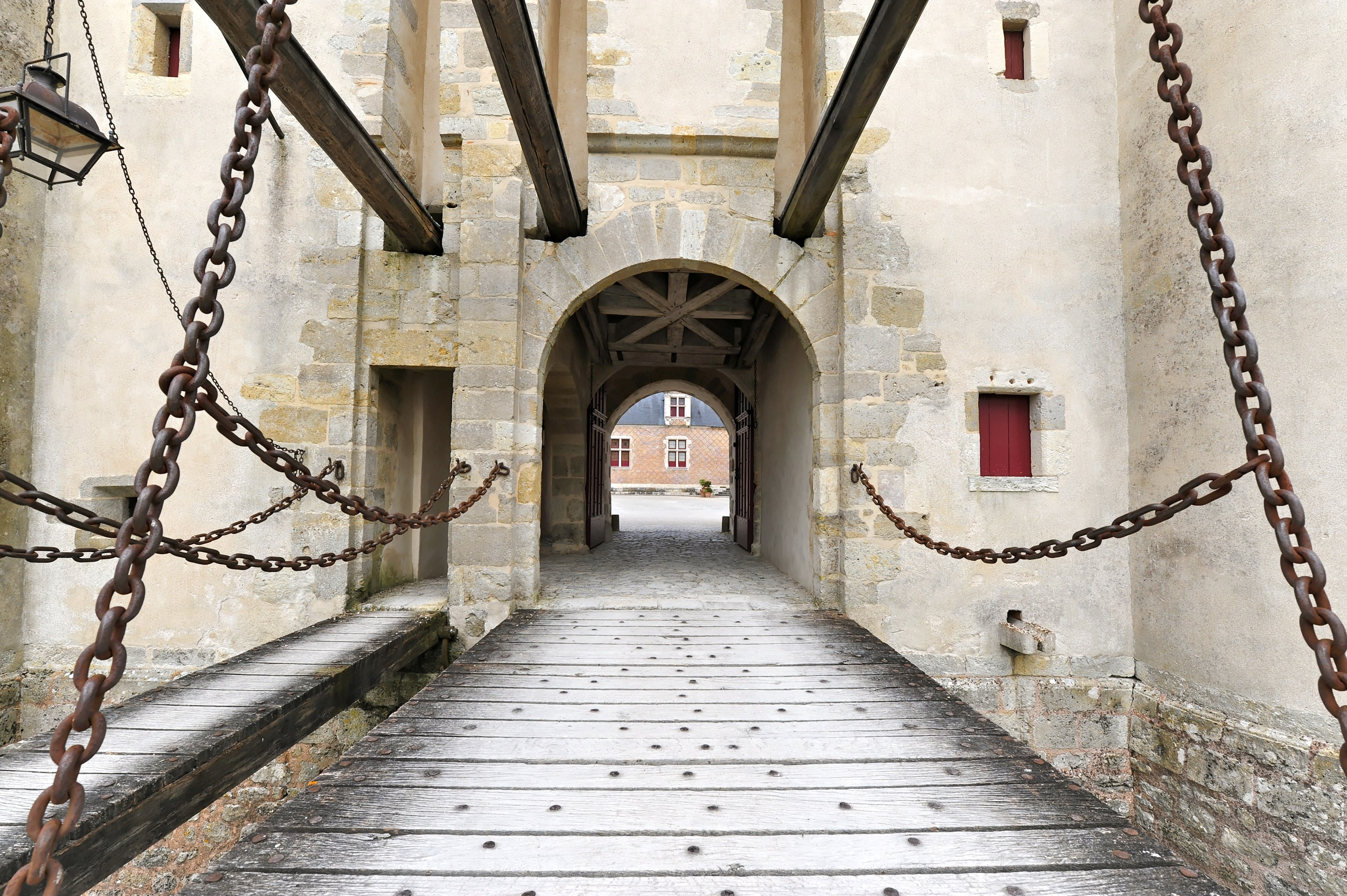
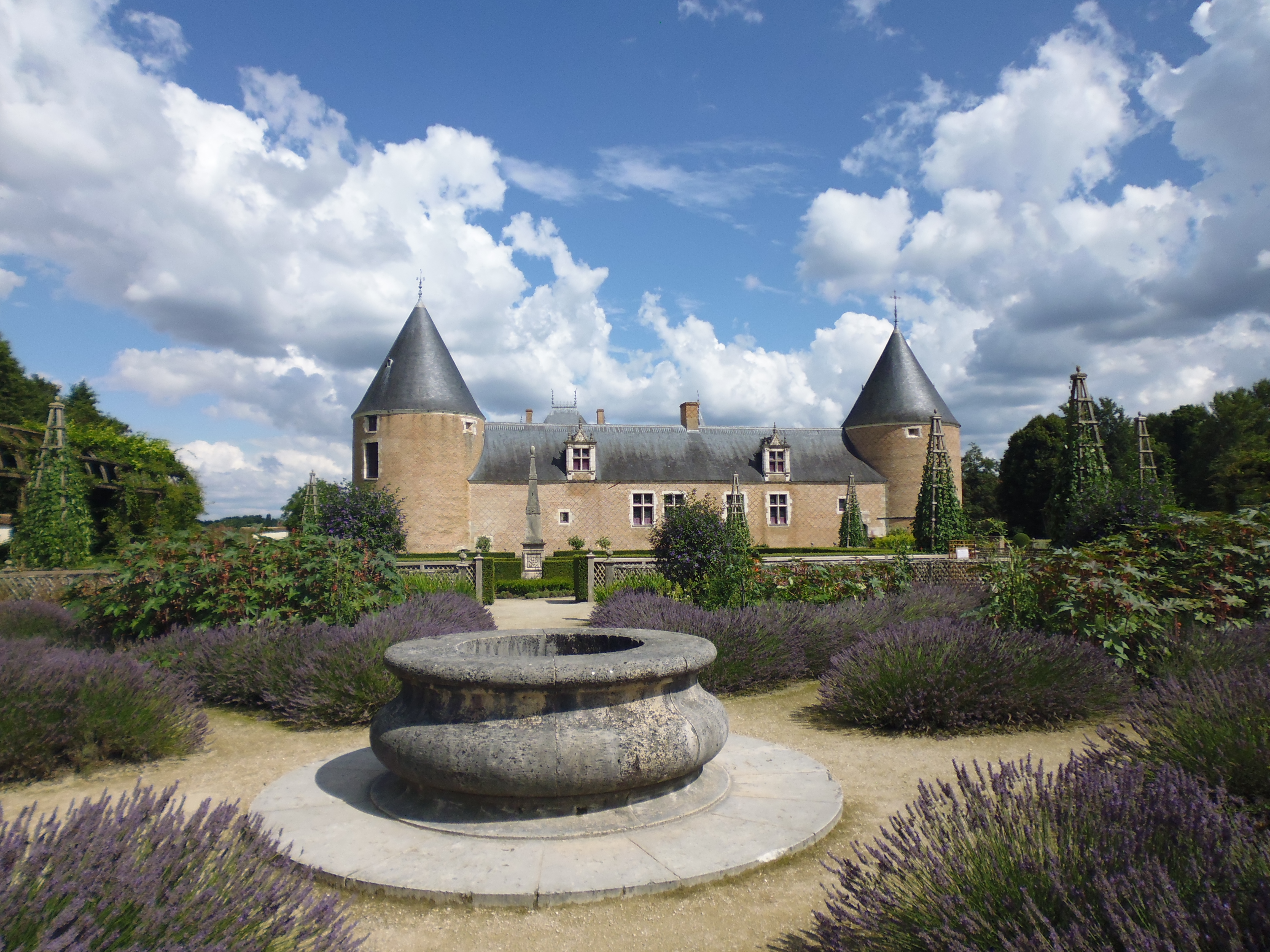
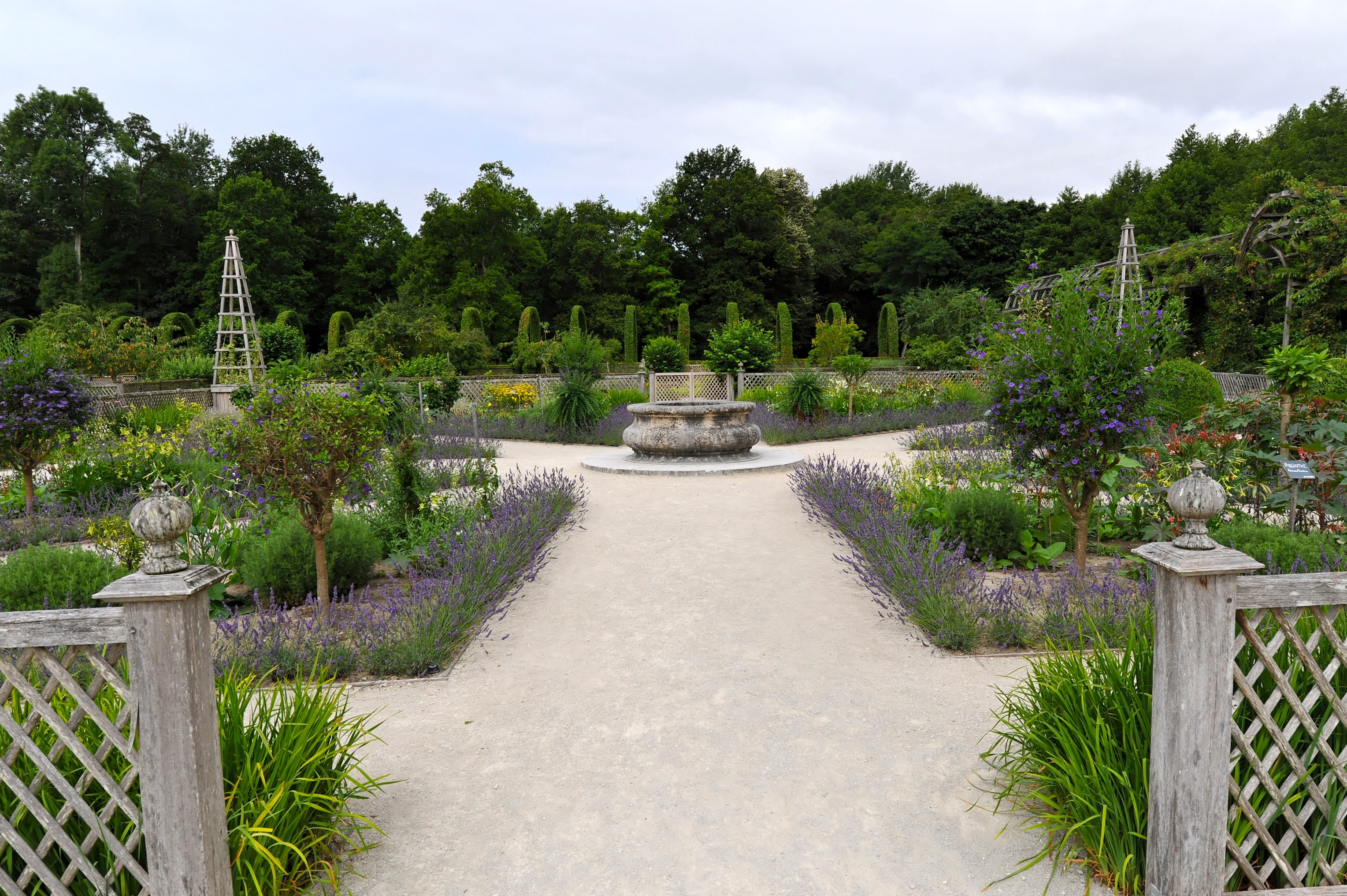
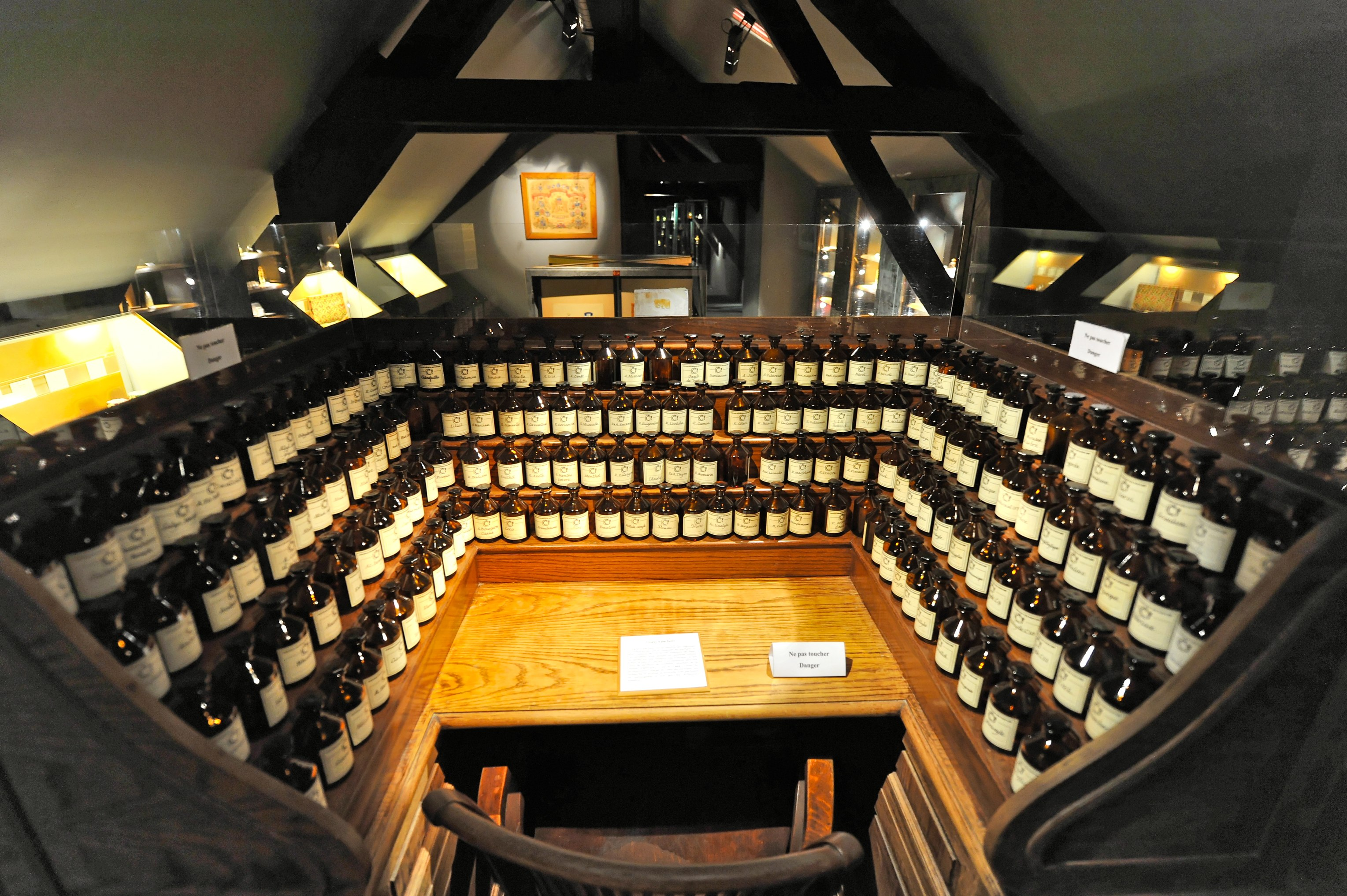
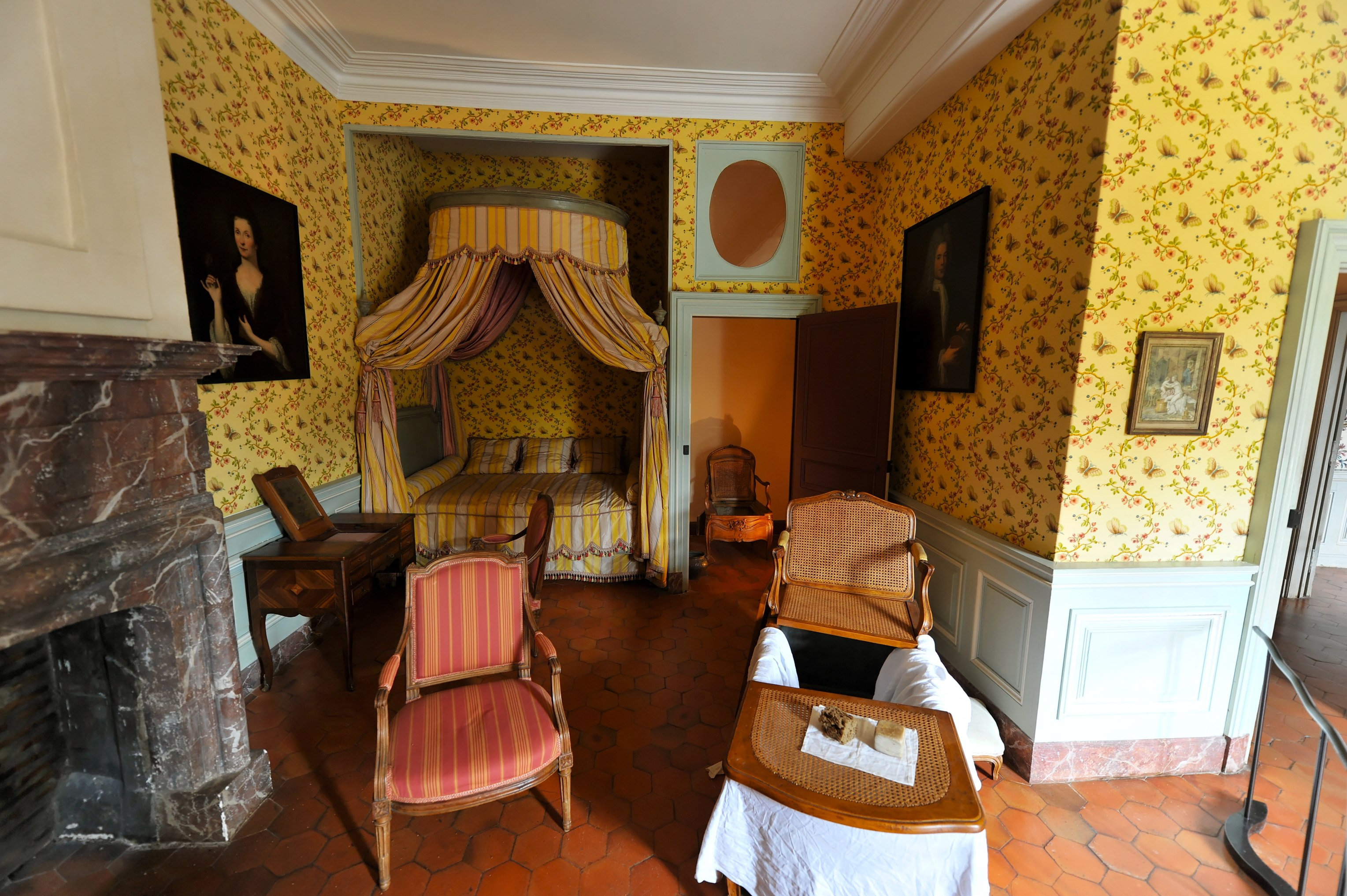